# هادس ۲
هادس ۲ (به انگلیسی: Hades II) یک بازی ویدئویی به سبک روگ‌لایک است که توسط سوپرجاینت گیمز توسعه و به صورت دسترسی زودهنگام منتشر شده است. هادس ۲ دنبالهٔ مستقیم عنوان هادس (۲۰۲۰) است که ماجراجویی ملینوئه، شاهدخت دنیای مردگان و خواهر زاگرئوس، قهرمان اصلی بازی اول را دنبال می‌کند. هدف ملینوئه در این بازی شکست خرونوس، تایتان زمان، با کمک دیگر ایزدان المپ‌نشین است.
این بازی در دسامبر ۲۰۲۲ معرفی شد، و در مه سال ۲۰۲۴ به صورت دسترسی زودهنگام برای مایکروسافت ویندوز و اکتبر ۲۰۲۴ برای مک‌اواس عرضه شد. این بازی در ابتدا به صورت انحصاری از طریق استیم و فروشگاه اپیک گیمز برای مایکروسافت ویندوز در دسترس قرار گرفت، اگرچه سوپرجاینت گیمز قصد انتشار این عنوان را برای سیستم‌های دیگر دارد و قرار است نسخه کامل بازی به همراه نسخه‌های کنسولی نینتندو سوئیچ و نینتندو سوئیچ ۲ عرضه شود. همانند بازی نخست، هادس ۲ نیز یک بازی روگ‌لایک و سیاهچال‌پیما است، که در زمان کوتاهی پس از رخدادهای نسخه اول و جهانی مشابه با آن روایت می‌شود.